# Фарр, Дайан
Дайан Фарр (англ. Diane Farr; род. 7 сентября 1969, Нью-Йорк) — американская актриса. Наиболее известна ролью агента ФБР Меган Ривз в телесериале «4исла».

## Биография
Дайан Фарр родилась в итальяно-ирландской семье. Была моделью с двенадцати лет, в девятнадцать завоевала титул «Мисс Нью-Йорк». Окончила Университет Стоуни-Брук в Нью-Йорке и Университет Лафборо (Лафборо, Англия). После окончания учёбы путешествовала по миру, побывав в Африке, Таиланде, Австралии, Гонконге, европейских странах. Впервые на телеэкране появилась в 1992 году. Снимается, в основном, в телесериалах, наиболее заметная роль — агент ФБР Мэган Ривз в сериале «4исла». Написала две книги в жанре нон-фикшн (2001, 2006), также писала статьи для журналов Esquire, Glamour, Cosmopolitan.
В 2001 году была номинирована на премию «Online Film & Television Association Award» в категории «Лучшая актриса в новом комедийном сериале» за роль в телесериале «Убойная служба».
В 2006 году Фарр вышла замуж за Сьюнга Йонга Чанга (Seung Yong Chung), в следующем году у супругов родился сын Беккет Манкусо Чанг (Beckett Mancuso Chung), а в 2008 году родились девочки-близнецы Сойер Люси Чанг и Коко Тринити Чанг (Sawyer Lucia Chung, Coco Trinity Chung).

## Избранная фильмография
| Год          |    | Русское название      | Оригинальное название                    | Роль             |
| ------------ | -- | --------------------- | ---------------------------------------- | ---------------- |
| 1992         | с  | Шёлковые сети         | Silk Stalkings                           | ассистентка      |
| 1999—2001    | с  | Город пришельцев      | Roswell                                  | Эми Де Люка      |
| 2000         | тф | Жертвоприношение      | Sacrifice                                | Карен            |
| 2001—2002    | с  | Убойная служба        | The Job                                  | Джен Фендрич     |
| 2002         | тф | Суперпожар            | Superfire                                | Сэмми Кернс      |
| 2003—2004    | с  | Как одна семья        | Like Family                              | Мэдди Хадсон     |
| 2004—2005    | с  | Спаси меня            | Rescue Me                                | Лора Майлз       |
| 2005—2008    | с  | 4исла                 | Numb3rs                                  | Мэган Ривз       |
| 2009         | с  | Californication       | Californication                          | Джилл Робинсон   |
| 2010         | с  | Отчаянные домохозяйки | Desperate Housewives                     | Барбара Орлофски |
| 2012—2013    | с  | Втайне от родителей   | The Secret Life of the American Teenager | Уилладин         |
| 2016—2017    | с  | Шанс                  | Chance                                   | Кристина         |
| 2018—2019    | с  | Разделённые вместе    | Splitting Up Together                    | Майя             |
| 2022 — н. в. | с  | Страна пожаров        | Fire Country                             | Шэрон Леон       |